# Mário Zagallo
Mário Jorge Lobo Zagallo (Maceió, 9 augustus 1931 – Rio de Janeiro, 5 januari 2024) was een Braziliaans profvoetballer en voetbaltrainer van Libanese afkomst. Hij is de enige persoon die het FIFA-wereldkampioenschap voetbal zowel als speler (1958 en 1962), als bondscoach (1970) en assistent-bondscoach (1994) won. Daarnaast won Zagallo als bondscoach in 1997 ook de CONMEBOL Copa América en FIFA Confederations Cup, wat hem tot een van de succesvolste bondscoaches aller tijden maakt.

## Biografie

### Clubcarrière
Zagallo, afkomstig van de noordoostkust, begon zijn profcarrière in het veel zuidelijker Rio de Janeiro, bij America, nog als junior.
In 1950 maakte hij de overstap naar Flamengo; vanaf 1951 voetbalde hij voor de hoofdmacht. In zes seizoenen won hij drie keer het staatskampioenschap. In 1958 stapte over naar Botafogo. Hiermee won hij tweemaal het staatskampioenschap en tweemaal het Torneio Rio-São Paulo.

### Interlandcarrière
Zagallo speelde drieëndertig interlands, waarin hij vijfmaal scoorde. Zagallo maakte deel uit van de selectie die wereldkampioen werd in 1958 (2–5 winst tegen Zweden) en 1962 (3–1 winst tegen Tsjecho-Slowakije).

### Trainerscarrière
Na zijn spelerscarrière werd hij trainer. Bij zijn eerste club Botafogo won hij twee staatstitels en in 1968 ook de landstitel. Met Flamengo won hij ook nog twee staatstitels. In 1970 won hij als bondscoach het wereldkampioenschap, nadat er in de finale van Italië werd gewonnen. Tijdens het wereldkampioenschap in 1994 won Zagallo als assistent-bondscoach met Brazilië opnieuw de wereldtitel, nadat er in de finale wederom van Italië werd gewonnen. Na dit wereldkampioenschap werd Zagallo in augustus 1994 voor de duur van vier jaar opnieuw aangesteld als bondscoach en won in 1997 zowel de FIFA Confederations Cup (6–0 winst tegen Australië) als de CONMEBOL Copa América (1–3 winst tegen Bolivia). Een jaar later werd hij met Brazilië tweede op het wereldkampioenschap, waarin de finale met 0–3 van Frankrijk werd verloren.
Zagallo overleed op 92-jarige leeftijd op 5 januari 2024. Hij was de laatste overlevende speler van het Braziliaanse team die in de WK-finale van 1958 speelde, waar Brazilië voor het eerst wereldkampioen werd.

## Erelijst
Als speler
 Flamengo

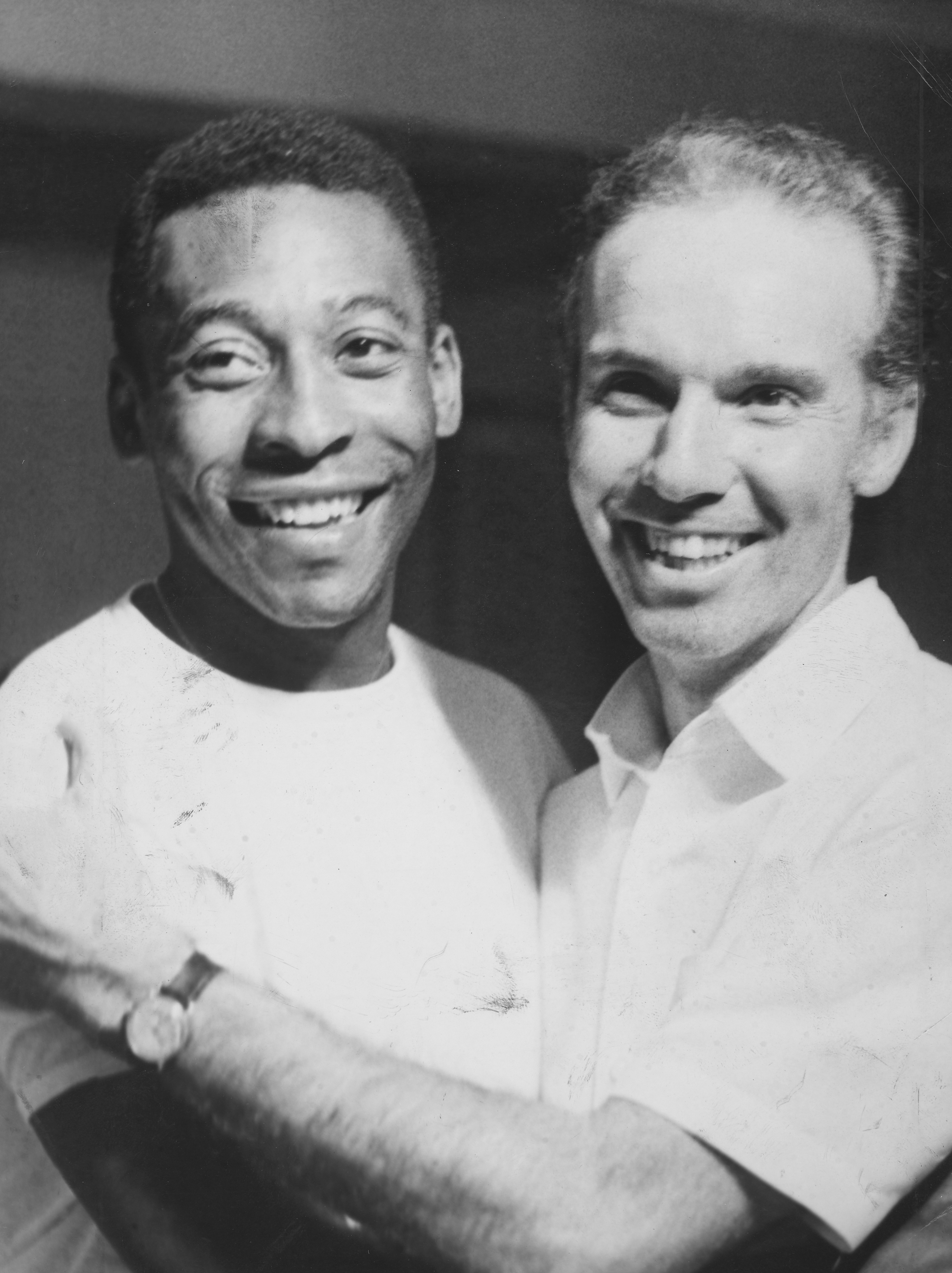
Zagallo met Pelé in 1970

- Campeonato Carioca: 1953, 1954, 1955

 Botafogo
- Torneio Rio-São Paulo: 1962, 1964
- Campeonato Carioca: 1961, 1962

 Brazilië
- FIFA WK: 1958, 1962

Individueel als speler
- FIFA WK All-Star Team: 1962
- História da Seleção Brasileira de Futebol

Als trainer
 Botafogo
- Taça Brasil: 1968
- Campeonato Carioca: 1967, 1968

 Flamengo
- Copa dos Campeões: 2001
- Campeonato Carioca: 1972, 2001

 Brazilië
- FIFA WK: 1970
- FIFA Confederations Cup: 1997
- CONMEBOL Copa América: 1997

Individueel als trainer
- IFFHS Beste Nationale Trainer van de Wereld: 1997
- World Soccer Grootste Trainer aller Tijden (plek 9): 2013
- FourFourTwo Grootste Trainer aller Tijden (plek 29): 2020

Als assistent-bondscoach
 Brazilië
- FIFA WK: 1994